# Gruppo della Meta - Catena delle Mainarde
Gruppo della Meta - Catena delle Mainarde este o arie protejată (arie specială de conservare — SAC, sit de importanță comunitară — SCI) din Italia întinsă pe o suprafață de 3.548 ha, integral pe uscat.

## Localizare
Centrul sitului Gruppo della Meta - Catena delle Mainarde este situat la coordonatele 41°39′23″N 14°00′31″E / 41.656389°N 14.008611°E.

## Înființare
Situl Gruppo della Meta - Catena delle Mainarde a fost declarat sit de importanță comunitară în septembrie 1995 pentru a proteja 39 de specii de animale. Situl a fost protejat și ca arie specială de conservare în decembrie 2018.

## Biodiversitate
Situată în ecoregiunea mediteraneană, aria protejată conține 8 habitate naturale: Pajiști carstice calcaroase sau bazofile, de Alysso-Sedion albi, Păduri de fag din Apenini cu Taxus și Ilex, Pante stâncoase calcaroase cu vegetație casmofită, Lande oro-mediteraneene cu formațiuni endemice de grozamă, Grohotișuri calcaroase și de șisturi calcaroase de la nivelul montan până la nivelul alpin (Thlaspietea rotundifolii), Pajiști uscate seminaturale și facies de acoperire cu tufișuri pe substraturi calcaroase (Festuco-Brometalia) (* situri importante pentru orhidee), Pajiști alpine și subalpine calcaroase, Pajiști alpine și boreale.
La baza desemnării sitului se află mai multe specii protejate:
- păsări (22): uliu porumbar (Accipiter gentilis), potârnichea de stâncă (Alectoris graeca saxatilis), fâsă-de-câmp (Anthus campestris), acvilă de munte (Aquila chrysaetos), buha (Bubo bubo), Certhia brachydactyla, erete vânăt (Circus cyaneus), corb (Corvus corax), ciocănitoare cu spate alb (Dendrocopos leucotos), ciocănitoare pestriță mare (Dendrocopos major), Dryobates minor, șoim călător (Falco peregrinus), muscar-gulerat (Ficedula albicollis), sfrâncioc roșiatic (Lanius collurio), Leiopicus medius, ciocârlie de pădure (Lullula arborea), mierlă de piatră (Monticola saxatilis), viespar (Pernis apivorus), Prunella collaris, stăncuță alpină (Pyrrhocorax graculus), Pyrrhocorax pyrrhocorax, huhurez mic (Strix aluco)
- amfibieni (3): Bombina pachypus, Salamandrina terdigitata, Triturus carnifex
- mamifere (9): lupul (Canis lupus), liliac cu aripi lungi (Miniopterus schreibersii), liliac cu urechi mari (Myotis bechsteinii), liliac cu urechi de șoarece (Myotis blythii), liliac comun (Myotis myotis), liliacul mare cu potcoavă (Rhinolophus ferrumequinum), liliacul mic cu potcoavă (Rhinolophus hipposideros), Rupicapra pyrenaica ornata, urs brun (Ursus arctos)
- nevertebrate (4): fluturele de noapte (Eriogaster catax), fluturele auriu (Euphydryas aurinia), Euplagia quadripunctaria, Rosalia alpina
- reptile (1): șarpele cu patru dungi (Elaphe quatuorlineata)

Pe lângă speciile protejate, pe teritoriul sitului au mai fost identificate 34 de specii de plante, 7 specii de amfibieni, 24 de specii de mamifere, 3 specii de nevertebrate, 2 specii de reptile.